# Pilea hederacea
Pilea hederacea är en nässelväxtart som först beskrevs av Gaud., och fick sitt nu gällande namn av P. van Royen. Pilea hederacea ingår i släktet pileor, och familjen nässelväxter. Inga underarter finns listade i Catalogue of Life.